# Ruský pravopis

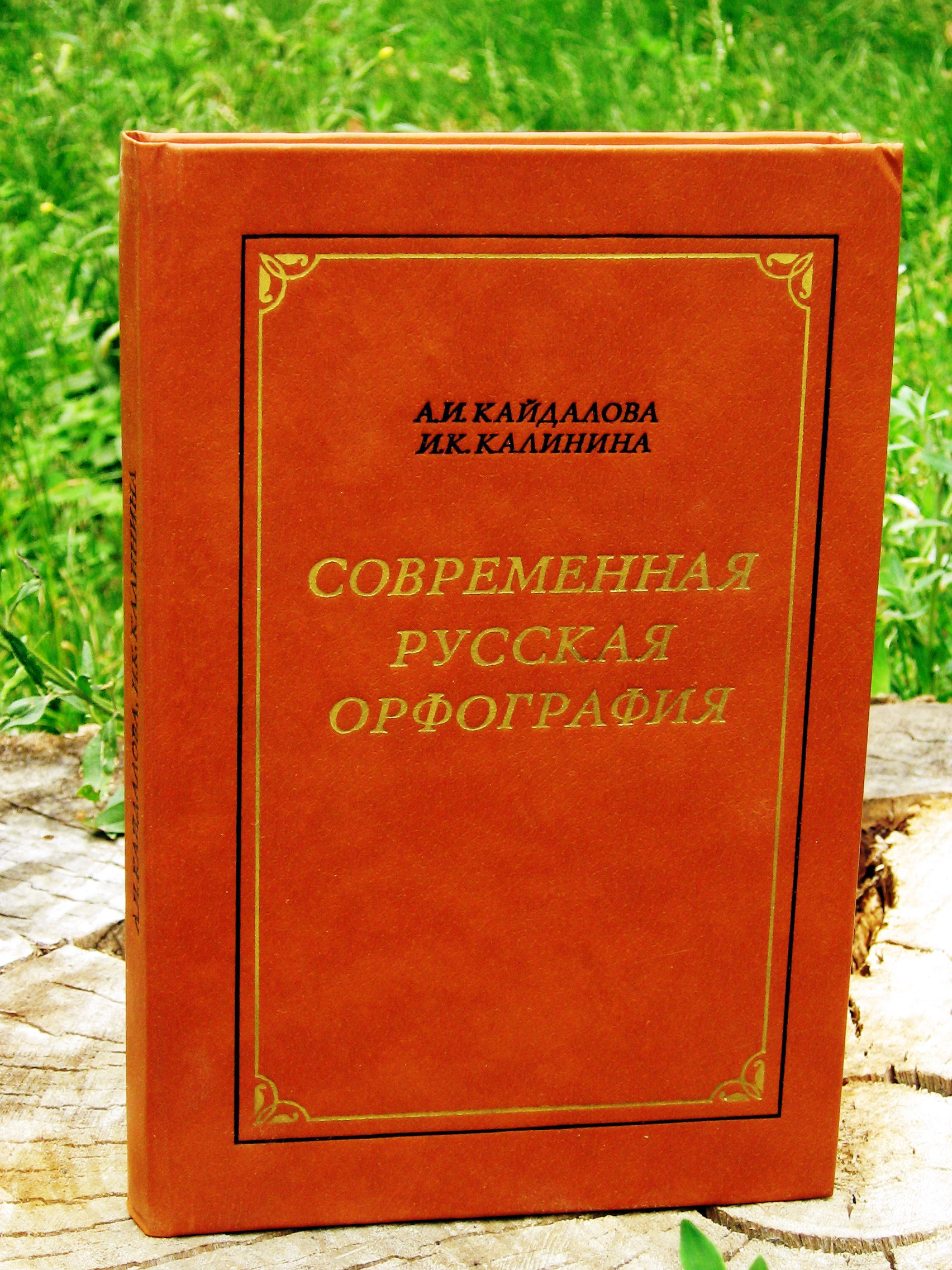
Pravidla současného ruského pravopisu.

Pravopis je souhrn pravidel správného psaní určitého spisovného jazyka.

## Azbuka (ruská abeceda)
Ruština ke svému zápisu využívá cyrilici, pořadí písmen je následující:
а А, б Б, в В, г Г, д Д, е Е, ё Ё, ж Ж, з З, и И, й Й, к К, л Л, м М, н Н, о О, п П, р Р, с С, т Т, у У, ф Ф, х Х, ц Ц, ч Ч, ш Ш, щ Щ, ъ, ы Ы, ь, э Э, ю Ю, я Я
[a b v g d je jo ž z i  j k l m n o p r s t u f ch c č š šč " y ' e ju ja ]
V minulosti byla využívána i jiná písmena, např. reformou pravopisu v roce 1917 byly odstraněny následují grafémy:
ѣ Ѣ, і І, ѳ Ѳ, ѵ Ѵ
Současná azbuka má 31 písmen a dva znaky (ь, ъ) tedy 33 písmen .Diakritika se dnes využívá pouze u grafémů й a ё, přičemž poslední zde jmenovaný je pouze fakultativní, využívá se pouze v případě učebnic a podobných materiálů, v případě, kdy má rozlišovací funkci (узнаем – узнаём, небо – нёбо) nebo v případě málo známých slov (Олёкма). Přízvuk se neoznačuje, výjimkou jsou pouze případy, kdy má rozlišovací funkci (большими – бо́льшими). Spřežky se nevyskytují.
Ruský pravopis je založen na fonetickém principu (tzn., že jednomu fonému odpovídá jeden grafém), částečně na morfologickém (tzn., že jeden morfém se píše vždy stejně). Níže jsou popsány základní principy ruského pravopisu (v článku se tedy nepojednává o psaní velkých písmen, interpunkci, hranici slov v písmu apod.).

## Základní principy
- Psaní и – ы po ц
V kořenech slov se píše и:
цирк, циркуль, цитата, цинга, цифра...
Výjimky: цыган, цыпочки, цыпленок, цыкнуть, цыц.
V koncovkách se píše ы:
лисицын, курицын, улицы....
Výjimky: Ельцин

- Psaní samohlásek po ж, ш, ч, щ
Po ж, ш, ч, щ se píše и, а, у, nikoliv ы, я, ю:
жизнь, чаща, чудо...
Po ж, ш, ч, щ se píše ё tam, kde se střídá s е, v osobních koncovkách sloves a ve slově ещё:
чёрный, жёлтый, шёлк, чёрточка...; стережёт, жжёт, печёт...
Po ж, ш, ч, щ se píše о tam, kde se s е nestřídá, a v koncovkách příslovcí a jiných slovních druhů, které jsou pod přízvukem:
шов, шорох, капюшон, крюшон, крыжовник, шоссе, шоколад, жокей, обжора, прожорлив, жонглёр, чопорный, трещотка, трущоба, шорты, шорник, шомпол, шовинизм, шок, шора, чащоба, чокнутый, чокаться, чох, чохом, жом, жор, жох, вечор, мажор, мажорный...; галчонок, зайчонок, мышонок, медвежонок, кружок, волчок...; горячо, свежо, хорошо...; ножом, свечой, врачом...; ежовый, парчовый, холщовый...

- Po к, г, х se píše и:
кинуть, Китай, гипс, хитрый, мехи...

- V kořenech slov dochází při odvozování ke střídání е – и a о – а:
бер – бир
тер – тир
дер – дир
пер – пир
мер – мир
стел – стил
блест – блист
жег – жиг
кос – кас
лож – лаг
рос – рас
мок – мак
ровн – равн
гор – гар
зор – зар

- Grafémy я, ё, ю, е, и, ь změkčují předcházející souhlásku, ь před я, ё, ю, е, и má navíc funkci rozdělovací (tj. říká, že se vyslovuje j). Pokud я, ё, ю, е, и následují po samohlásce nebo jsou po pauze, vyslovují se s j:
пять, вёл, любой, держать, видеть...
яма, пояс, объявить, пьяный, ёлка, заём, уютный, вьюга, Европа, военный...
пьяный, Татьяна, статья, деревья, питьё, вьюга, лью, осенью, о воробье, Леонтьев, платьице, соловьи, волчьи, Ильич, коньяк, ателье, серьёзный, компьютер, батальон, Ньютон, интервью...

- Po reformě r. 1917 se znaku ъ užívá jen ve funkci rozdělovací (na hranici předpony a kořene):
объяснить, подъём, съюлить, въезд, трёхъязычный, сверхъестественный, адъюнкт, инъекция, конъюнктура, субъект, фельдъегерь...

- Písmeno э nezměkčuje předcházející souhlásku a vyskytuje se především v cizích slovech (a v několika domácích), zejména na začátku slova:
эпос, этика, эхо, экзамен, эффект, экономия, электрический...; мэр, сэр, Бэкон, Улан-Удэ, поэзия, поэт, маэстро...; этот, этакий, экий, поэтому, этак, эй, эге...

- Odchylky od morfologického pravopisu:
Předpony zakončené na -з (без-, вз-, воз-, из-, низ-, раз-, роз-, ч(е)рез-) se před neznělou souhláskou píší se -с:
бесконечный, воспрещение, расшить...'
Místo и se po předponách zakončených na souhlásku (kromě меж-, сверх-) píše v souladu s výslovností ы:
сыграть, отымённый, подытожить, сызнова, сымпровизировать, предыстория...
V případech, kde by se měla psát tři с nebo н, se píší pouze dvě:
рассориться, пятитонный...
Tradičně se píše slovo что.
Výjimečně se v cizích slovech píší nestandardní spojení grafémů (jako жю, шю, цю, ця, шя, чю, чы, кы, гы, хы, гё, кё, хё...):
жюри, Сен-Жюст, брошюра, парашютист, Цюрих, Цяо, Шяуляй, Цюй Юань, Цяньизян, Чюрлёнис, гяур, Чыонг Тинь, кыс-кыс, гымкать, кок-сагыз, Кызылкум, Хырдалан, гёзы, ликёр, Гёте, Гётеборг, Кёнигсберг, Кёльн, Хёлгунд...
Výjimečně se vyskytuje ы na začátku slova:
ыкать, ыканье, ыр, Ыйм, Ыныкчанский...
V cizích slovech se hláska j vyznačuje explicitně:
йога, йод, йота, Нью-Йорк, йоркшир, Йемен, йеменский, майор, район, Зейер, Майер, Савойя, паранойя, секвойя, маракуйя, фейерверк, фойе, Йиглава, Йиржи (vedle Иржи), Ческе-Будейовице (vedle Ческе-Будеёвице)...; avšak лояльный, серьёзный, курьёз, батальон apod.